# 唐納德·愛德華·奧斯特布羅克
唐納德·愛德華·奧斯特布羅克（英語：Donald Edward Osterbrock，1924年7月13日—2007年1月11日）是一位美國天文學家，因恆星形成和天文學史方面的研究而聞名。

## 生平
奧斯特布羅克出生於辛辛那提，父親是一名電氣工程師。第二次世界大戰期間，他曾在美國陸軍服役，並在太平洋進行氣象觀測。作為氣象訓練的一部分，他在芝加哥大學學習了物理學。
他畢業於芝加哥大學，獲得物理學學士和碩士學位，並於1952年獲得天文學博士學位。在芝加哥大學葉凱士天文台工作期間，他是蘇布拉馬尼揚·錢德拉塞卡的學生。他與威廉·威爾遜·摩根和斯圖爾特·沙普利斯證明了銀河系螺旋臂的存在。
他在加州理工學院擔任博士後研究員、講師和助理教授，直到1958年。隨後，他被任命為威斯康辛大學麥迪遜分校的助理教授，並於1959年獲得終身教職，1961年晉升為正教授。他是1960-1961年的古根漢研究員。1973年，他從威斯康辛大學麥迪遜分校轉到加州大學聖克魯斯分校，擔任天文學和天體物理學教授及利克天文台台長，並一直擔任該職位直到1981年。他一直在加州大學聖克魯斯分校任教，直到1993年退休。此後，奧斯特布羅克繼續每天前往校園辦公室，進行研究，繼續發表文章，並在天文學界保持活躍。

## 榮譽
小行星6107以唐納德·愛德華·奧斯特布羅克來命名。

## 外部連結
- Lick Observatory page
- University of California Observatories page
- "Lessons from Don" by S. Waldee
- Photographs of Donald Osterbrock from the UC Santa Cruz Library's Digital Collections 的存檔，存档日期2015-06-03.
- Biographical Memoirs of the National Academy of Sciences